# Cristalândia
Cristalândia este un oraș în Tocantins (TO), Brazilia.